# Tectaria fuscipes
Tectaria fuscipes är en ormbunkeart som först beskrevs av Nathaniel Wallich, och fick sitt nu gällande namn av Carl Frederik Albert Christensen. Tectaria fuscipes ingår i släktet Tectaria och familjen Tectariaceae. Inga underarter finns listade.